# Ognica (powiat gryfiński)
Ognica (do 1945 niem. Nipperwiese) – wieś w Polsce, położona w województwie zachodniopomorskim, w powiecie gryfińskim, w gminie Widuchowa.
31 grudnia 2008 r. wieś miała 435 mieszkańców.
W latach 1975–1998 miejscowość należała administracyjnie do województwa szczecińskiego.

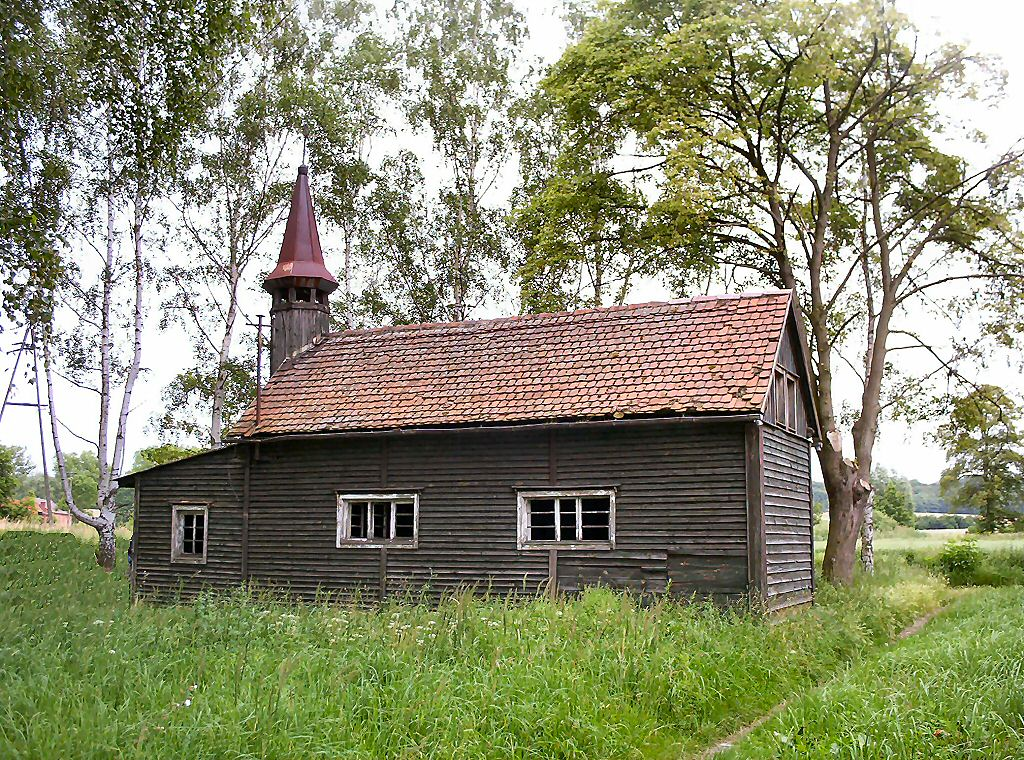
Nieistniejąca kaplica rzymskokatolicka

Przez wieś przebiega droga wojewódzka nr 122. 
We wsi znajduje się kościół pw. św. Jadwigi Śląskiej, pochodzący z XV wieku i zbudowany z kamienia narzutowego. Został on zniszczony podczas działań wojennych w 1945, a następnie odbudowany w latach 1978–79.
Na terenie miejscowości stała drewniana kaplica, której budynek powstał na początku XX wieku jako świetlica dla niemieckich organizacji młodzieżowych. Po zakończeniu II wojny światowej obiekt został przystosowany na rzymskokatolicką kaplicę, funkcjonującą do momentu oddania do użytku w 1979 odbudowanego kościoła.
Obok wsi zlokalizowane jest półkoliste grodzisko z IX–XI w., które w czasach piastowskich pełniło funkcje strażnicze nad Odrą.

## Wspólnoty wyznaniowe
- Kościół Ewangelicznych Chrześcijan w RP:
  - Zbór Kościoła Ewangelicznych Chrześcijan „Betel” w Szczecinie – stacja misyjna w Ognicy (Ognica 100)[7]
- Kościół rzymskokatolicki:
  - Parafia Najświętszego Serca Pana Jezusa w Widuchowej – kościół filialny św. Jadwigi Śląskiej w Ognicy[8]